# Дегоев, Владимир Владимирович
Влади́мир Влади́мирович Дегое́в (род. 29 октября 1951, Золотое Поле, Крымская область, СССР) — российский политолог и историк. Доктор исторических наук, профессор.

## Образование
В 1972 году окончил исторический факультет Северо-Осетинского государственного университета им. К. Л. Хетагурова (СОГУ). В 1975 году окончил аспирантуру МГУ. В 1976 году защитил кандидатскую диссертацию по отечественной истории (МГУ); тема «Россия и Кавказ первой половины XIX века в англо-американской историографии». В 1988 году защитил докторскую диссертацию по отечественной истории (МГУ); тема «Кавказский вопрос в системе международных отношений 30-60-х годов XIX века». Доктор исторических наук, профессор.

## Научная и педагогическая деятельность
- 1976—1998 — работал на историческом факультете СОГУ — ассистент, старший преподаватель, доцент, профессор;
- 1993 — приглашённый профессор Аппалачского университета (Северная Каролина, США);
- 1994 — приглашённый профессор Стэнфордского университета (США);
- 1998—1999 — приглашённый профессор Калифорнийского университета (Беркли, США);
- 1999—2000 — приглашённый профессор Белорусского госуниверситета (Минск);
- с 2000 — профессор кафедры Международных отношений и внешней политики России, МГИМО (У) МИД России. Читает лекционные курсы: «Введение в историю международных отношений», «Кавказ: исторические традиции и геополитика», «Россия в мировой политике: исторический и современный контекст». Ведет семинары по истории международных отношений в XX веке и «СНГ: истоки, эволюция, предварительные итоги»;
- 2001—2002 — приглашённый профессор университета Альберты (Канада);
- с 2004 — руководитель Центра Кавказских исследований МГИМО (по совместительству).

Председатель редакционного совета ежегодника «Кавказский сборник».
Лауреат премии журнала «Дружба народов».
Член редколлегии ежегодника «Сборник Русского исторического общества».
Член Экспертного совета «РИА Новости».

## Труды
Книги
- Кавказский вопрос в международных отношениях 30-60-х гг. XIX в. (1992);
- Имам Шамиль: пророк, властитель, воин (2001);
- Большая игра на Кавказе: история и современность (2001, 2003);
- Внешняя политика России и международные системы: 1700—1918 гг. (2004);
- Россия, Кавказ и постсоветский мир: прощание с иллюзиями (2006);
- Кавказ и великие державы. Политика, война, дипломатия (2009).

Некоторые статьи
- О Мусе Кундухове и не только о нём.
- Кавказ в составе России: формирование имперской идентичности (первая половина XIX века) // Кавказский сборник Т.1(33), М., Русская панорама, 2004.
- Кавказские горизонты Большой Европы. //Россия в глобальной политике. Т.2, № 5, 2004.